# محمد صبيح (سياسي)
محمد موسى محمد صبيح (31 يوليو 1938 في القدس – ) سياسي ودبلوماسي وسفير فلسطيني، شغل سابقًا منصب مندوب فلسطين الدائم لدى جامعة الدول العربية، والأمين العام المساعد للجامعة لشؤون فلسطين، ويشغل حاليًا منصب أمين سر المجلس الوطني الفلسطيني.

## نشأته
ولد محمد موسى محمد صبيح في مدينة القدس بتاريخ 31 يوليو 1938.

## مناصبه
- مندوب فلسطين الدائم لدى جامعة الدول العربية،[2] منذ 1994 وحتى 2005.[3]
- الأمين العام المساعد لجامعة الدول العربية،[4] ورئيس قطاع فلسطين بالجامعة،[5] منذ 2005 وحتى 2015.[3]
- أمين سر المجلس الوطني الفلسطيني في منظمة التحرير الفلسطينية.[6]
- عضو المجلس المركزي الفلسطيني في منظمة التحرير الفلسطينية.[7]
- أمين سر المجلس المركزي الفلسطيني.[8][9]
- عضو المجلس الاستشاري لحركة فتح.[10]

## أوسمة
في 7 فبراير 2022 منحه الرئيس الفلسطيني محمود عباس وسام نجمة القدس وذلك "تقديرًا لدوره وجهوده في مسيرة النضال الوطني الفلسطيني".